# Weseler Aue
Das FFH-Gebiet NSG Weseler Aue ist rund 31 Hektar groß und liegt in Wesel am Niederrhein. Es umfasst eine Landfläche zwischen dem Auesee und der Bundesstraße 8 beim Weseler Ortsteil Feldmark. Als FFH-Gebiet bildet es einen Teil des europäischen Schutzgebietsnetzes Natura 2000. 
Der Namensbestandteil „NSG“ verweist auf die vormals eigenständige Naturschutzgebietsausweisung dieses Bereichs. Das ehemalige NSG Weseler Aue wurde 2009 erheblich erweitert und umbenannt in Weseler Aue und Leygraben bei Flüren; das FFH-Gebiet liegt vollständig in diesem Naturschutzgebiet.
Bei der Weseler Aue handelt es sich um einen Komplex aus Schilfröhricht, Hart- und Weichholzauenbeständen sowie Weidegrünland in einer verlandeten Rheinschlinge. Daneben finden sich auch kleinere Bestände von Glatthaferwiesen. Die zeitweise überfluteten Auenwaldstandorte liegen in etwa einen Meter tiefen Tonabgrabungen im ansonsten meist ebenen Gelände und bestehen hauptsächlich aus Weiden sowie Eschen, Pappeln und Erlen. Die Erhaltung und langfristige Entwicklung des Auenwaldkomplexes stehen im Vordergrund der Schutzbemühungen. 
Als Arten von gemeinschaftlichem Interesse nach den Fauna-Flora-Habitat- und Vogelschutzrichtlinie finden sich in dem Naturschutzgebiet insbesondere Nachtigallen, Pirole und Teichrohrsänger.